# Urs Lüthi
Pour les articles homonymes, voir Lüthi.
Urs Lüthi, né le 10 septembre 1947 à Kriens (Suisse), est un artiste conceptuel suisse.
Il travaille dans la photographie, la sculpture, la performance, la sérigraphie, la vidéo et la peinture,.

## Biographie
Urs Lüthi fréquente l'université des Arts de Zurich de 1963 à 1964. Il travaille ensuite comme graphiste et artiste indépendant. En 1966, il présente sa première exposition de peintures influencées par le Pop art intitulée Pinksize à la galerie Beat Mäder de Berne. En 1969, il se tourne vers la photographie et connaît ses premiers succès en 1970 avec une exposition d'autoportraits mis en scène de manière androgyne à la galerie Toni Gerber de Berne. Sur les photographies, il se montre « ... parfois en tant que vampire féminin, parfois avec un boa de plumes, parfois avec une veste en peau de serpent, regardant le spectateur avec des larmes dans les yeux. ».
La même année, il est présent à l'exposition Visualized Thought Processes de Jean-Christophe Ammann au Kunstmuseum Luzern. Il présente, accrochés aux murs et conservés dans des vitrines, les vêtements de son armoire, ses bijoux, ses clés, sa carte d'identité, ainsi que des photos de la série Sketches (Esquisses) et Autoportraits sur un présentoir à cartes postales. En 1977, il passe un an aux États-Unis.
En 1979, une étude du philosophe français Philippe Lacoue-Labarthe sur la série de photos de Lüthi, Portrait de l'artiste, en général, avec Just another story about leaving, de 1974 est publiée.
En 1980, Lüthi commence à trouver son propre langage visuel en peignant des peintures acryliques grand format. À la fin des années 1980, il se tourne vers les installations artistiques. Depuis 1994, il est professeur à l'École des beaux-arts de Cassel.
À la Biennale de Venise de 2001, il transforme le pavillon suisse en espace d'installation avec les œuvres « Trademarks, Low action, Game II, Run for your life... »  et se présente avec dans un autoportrait ironique, couché au milieu de la chambre, souriant dans un survêtement, des baskets et des lunettes de soleil.
En 2015, il est également été l'un des trois premiers participants (avec les sculpteurs Aron Demetz et Stephan Balkenhol) à l'initiative artistique de Merano PeopleImages - Figure Umane : dDes « sculptures commémoratives » devaient être érigées sur la promenade Meran Passeier pour les personnes ayant un lien avec la ville de Mérano - dans son cas, il s'agissait de Franz Kafka. La contribution de Lüthi est un Autoportrait en tant que Franz Kafka lors de l'écriture de la nouvelle La Métamorphose.
Lüthi est marié à l'actrice Ulrike Willenbacher depuis 1986 ; leur fille Maria est née en 1989. Il vit et travaille à Cassel et à Munich.
Ses œuvres sont représentées dans de nombreuses collections de musées, dont la Kunsthalle de Hambourg, le musée des Beaux-Arts de Berne et le Centre national d'art et de culture Georges-Pompidou - Musée national d'Art moderne de Paris.

## Style
Urs Lüthi est connu pour avoir utilisé son corps et son alter ego comme sujet de ses œuvres. Son art, qualifié de corporel ou de conceptuel, en permanente métamorphose, se penche notamment sur les questions de l'identité sexuelle et des déterminismes. Il a été rendu célèbre dans le monde entier pour ses portraits androgynes aux poses provocantes et ses mises en scènes narcissiques et ironiques.
Dans les années 1990, Urs Lüthi confère une dimension décorative et politique à une sélection d'objets de la vie quotidienne dont le reproduction et l'exposition, dans certaines conditions, lui permettent d'inscrire la question de l'identité individuelle dans le processus de mondialisation culturelle touchant la société.
Lüthi et d'autres artistes de cette période ont influencé Lou Reed. L'artiste américain le mentionne comme une influence dans son album Transformer, qui contient l'hymne à succès des drag queens Walk on the Wild Side'. Lüthi fait partie d'un groupe d'artistes d'Europe continentale qui s'intéressent et « exprimaient, dans leur travail, un désir d'une conception utopique de l'androgynie, dans laquelle ils incarneraient une ambisexualité unifiée ou réaliseraient une union parfaite avec leur amant ».

## Hommages
En 2009, la ville de Cassel (Hesse) lui décerne le prix Arnold Bode.
En 2010, Lüthi reçoit le Prix Art et Culture de la Ville de Lucerne.

## Expositions
- 1966 : Galerie Beat Mäder, Berne ; Galerie Palette, Zurich (également en 1969, 1972, 1975)
- 1970 : Galerie Toni Gerber, Berne ; Kunstmuseum Luzern, Processus de pensée visualisés
- 1974 : Galerie Stähli, Zurich (également en 1975, 1976, 1979, 1981, 1984)
- 1974 : Kunstmuseum Luzern, Transformer (1975 également au Kunstmuseum Bochum )
- 1974 : Galerie Stadler, Paris, Just another story about leave (aussi en 1985)
- 1975 : Neue Galerie Graz, Oeuvres 1970-1975
- 1976 : Kunsthalle de Berne
- 1977 : Documenta 6, Cassel
- 1978 : Musée Folkwang, Essen
- 1979 : Le Consortium, Dijon, exposition monographique
- 1981 : Westkunst, Cologne
- 1981: Musée des Beaux-Arts de Berne, Bilder 1977–1980 (également à la New Gallery au Landesmuseum Joanneum, Graz)
- 1986 : Kunsthalle Basel
- 1986 : Musée des Beaux-Arts de Winterthour, Urs Lüthi: Sehn-Sucht
- 1987 : Gesellschaft für Aktuelle Kunst, Brême : Fata Morgana
- 1991 : Kunsthaus Glaris
- 1995 : Musée de Wiesbaden
- 2000 : Lenbachhaus, Munich, Urs Lüthi - Run for your life. Aus der Serie Placebos & Surrogates
- 2005 : Centre national d'art et de culture Georges-Pompidou, Paris, BIG BANG
- 2007 : Kunstmuseum Wolfsburg, Swiss Made 1 – Präzision und Wahnsinn
- 2009 : Kunstmuseum Luzern, Urs Lüthi. Art is the better life
- 2017 : Museum im Bellpark, Kriens, Urs Lüthi | Heimspiel

Nature morte, Aus der Serie der universellem Ordung (1990), photographie colorée à la main, est exposée dans le cadre de l'exposition Les Choses. Une histoire de la nature morte au musée du Louvre du 12 octobre 2022 au 23 janvier 2023, parmi les œuvres de l'espace nommé « Accumulation, échange, marché, pillage ».